# 瑟努伊尔河畔圣帕勒
瑟努伊爾河畔圣帕勒（法語：Saint-Pal-de-Senouire，法語發音：[sɛ̃ pal də sənwiʁ]）是法国上卢瓦尔省的一个市镇，位于该省北部偏西，属于布里尤德区。

## 地理
瑟努伊尔河畔圣帕勒（45°15'33"N, 3°39'3"E）面积18.35 平方千米，位于法国奥弗涅-罗讷-阿尔卑斯大区上盧瓦爾省，该省份为法国中南部省份，北起多姆山省和卢瓦尔省，西接康塔爾省，南至洛泽尔省，东临阿尔代什省。
与瑟努伊尔河畔圣帕勒接壤的市镇（或旧市镇、城区）包括：拉沙佩勒贝尔坦、科拉、科南格勒、蒙莱、蒙克拉尔、桑巴代勒。
瑟努伊尔河畔圣帕勒的时区为UTC+01:00、UTC+02:00（夏令时）。

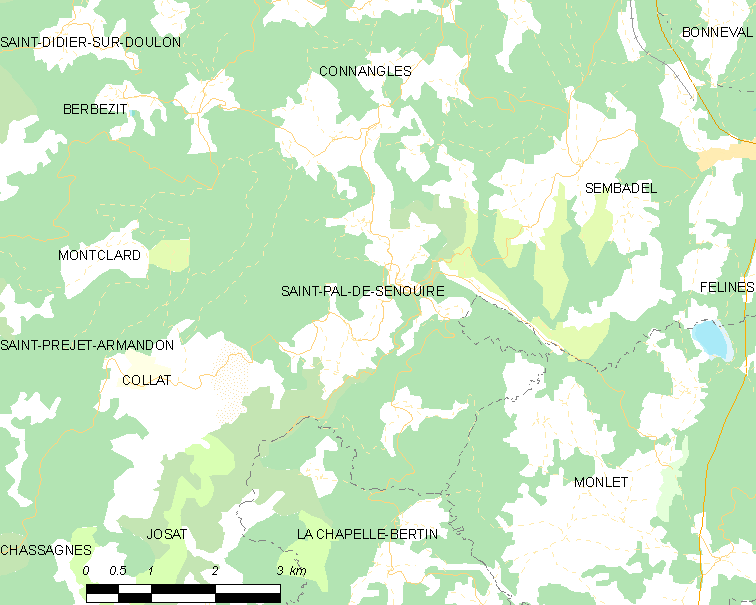
瑟努伊尔河畔圣帕勒的OSM定位图

## 行政
瑟努伊尔河畔圣帕勒的邮政编码为43160，INSEE市镇编码为43214。

## 政治
瑟努伊尔河畔圣帕勒所属的省级选区为上沃莱花岗岩高原县。

## 交通
上卢瓦尔省省道D4线、D22线、D133线和D212线在市中心交汇。

## 人口

1962-2008年间瑟努伊尔河畔圣帕勒人口变化图示

瑟努伊尔河畔圣帕勒于2022年1月1日时的人口数量为109人。